# خزامة (حارة)
خزامة هي إحدى حارات حي الحوج القبلي بمدينة إب اليمنية، بلغ تعداد سكانها 338 نسمة حسب تعداد اليمن لعام 2004.